# San Vito sullo Ionio
San Vito sullo Ionio is een gemeente in de Italiaanse provincie Catanzaro (regio Calabrië) en telt 1901 inwoners (31-12-2004). De oppervlakte bedraagt 17,4 km², de bevolkingsdichtheid is 119 inwoners per km².
De volgende frazioni maken deel uit van de gemeente: Aria Melia, Cerrifita, Fegotto, Iannuzzo, Minà, Foresta, Paccusa, Pietrascritta, Postaglianadi.

## Demografie
San Vito sullo Ionio telt ongeveer 810 huishoudens. Het aantal inwoners daalde in de periode 1991-2001 met 21,7% volgens cijfers uit de tienjaarlijkse volkstellingen van ISTAT.
| Jaar | Inwoneraantal |
| ---- | ------------- |
| 1991 | 2570          |
| 2001 | 2012          |

## Geografie
De gemeente ligt op ongeveer 404 m boven zeeniveau.
San Vito sullo Ionio grenst aan de volgende gemeenten: Capistrano (VV), Cenadi, Chiaravalle Centrale, Monterosso Calabro (VV), Olivadi, Petrizzi, Polia (VV).
Albi · Amaroni · Amato · Andali · Argusto · Badolato · Belcastro · Borgia · Botricello · Caraffa di Catanzaro · Cardinale · Carlopoli · Catanzaro · Cenadi · Centrache · Cerva · Chiaravalle Centrale · Cicala · Conflenti · Cortale · Cropani · Curinga · Davoli · Decollatura · Falerna · Feroleto Antico · Fossato Serralta · Gagliato · Gasperina · Gimigliano · Girifalco · Gizzeria · Guardavalle · Isca sullo Ionio · Jacurso · Lamezia Terme · Magisano · Maida · Marcedusa · Marcellinara · Martirano · Martirano Lombardo · Miglierina · Montauro · Montepaone · Motta Santa Lucia · Nocera Terinese · Olivadi · Palermiti · Pentone · Petrizzi · Petronà · Pianopoli · Platania · San Floro · San Mango d'Aquino · San Pietro Apostolo · San Pietro a Maida · San Sostene · San Vito sullo Ionio · Sant'Andrea Apostolo dello Ionio · Santa Caterina dello Ionio · Satriano · Sellia · Sellia Marina · Serrastretta · Sersale · Settingiano · Simeri Crichi · Sorbo San Basile · Soverato · Soveria Mannelli · Soveria Simeri · Squillace · Stalettì · Taverna · Tiriolo · Torre di Ruggiero · Vallefiorita · Zagarise
1. ↑  https://demo.istat.it/?l=it.